# Calor por desintegración nuclear

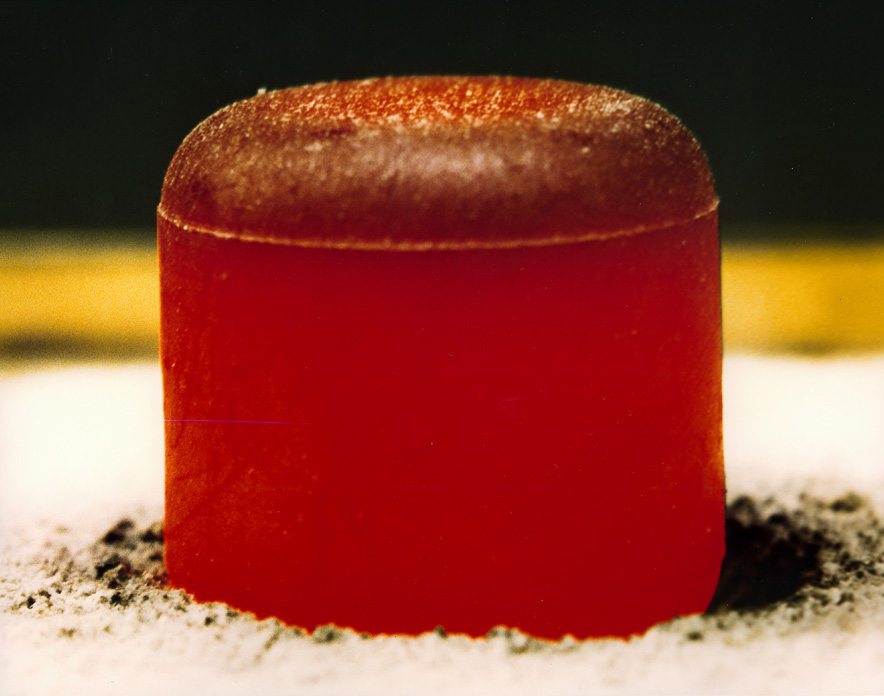
Bola de un RTG (en inglés: Radioisotope Thermoelectric Generator, RTG) brillando rojo debido al calor generado por el decaimiento radiactivo del dióxido de plutonio-238, después de una prueba de aislamiento termal.

Calor por desintegración nuclear es el calor liberado como resultado del decaimiento radiactivo. Esto es cuando la radiación interactúa con materiales: la energía de las partícula alfa, partícula beta o radiación gamma es convertida en movimiento termal de los átomos.

## Ocurrencia natural
El calor por desintegración que ocurre naturalmente es una fuente significativa del calor del interior de la Tierra. Los isótopos radiactivos del uranio, torio y el potasio son los principales contribuyentes de este calor por decaimiento.

## Reactores de potencia apagados

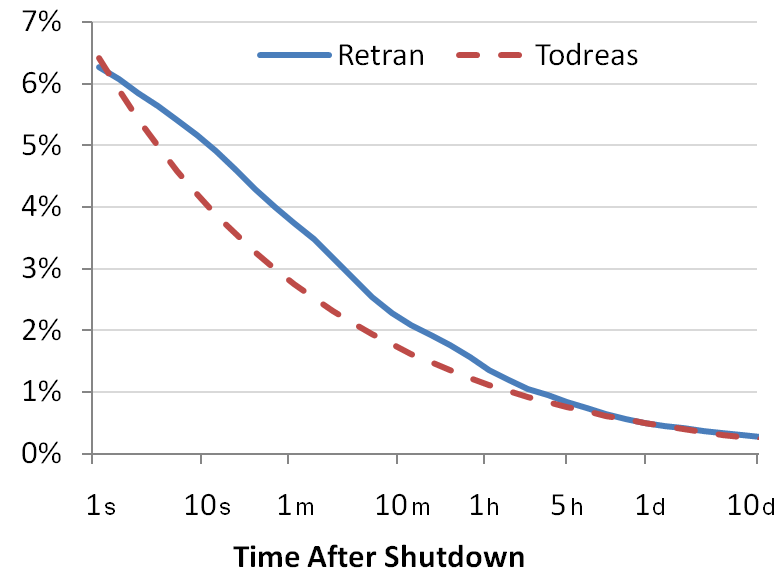
El calor por decaimiento como fracción de la potencia completa de un reactor SCRAMeado desde potencia completa en tiempo 0, usando dos diferentes correlaciones.

En una reacción de fisión nuclear típica, 187 MeV de energía son liberadas instantáneamente en la forma de energía cinética de los productos de la fisión, la energía cinética de los neutrones de la fisión, rayos gamma instantáneos o rayos gamma de la captura de neutrones. Unos 23 MeV adicionales de energía son liberados algún tiempo después a partir del decaimiento beta de los productos de la fisión. Aproximadamente 10 MeV de la energía liberada del decaimiento beta de los productos de la fisión es en la forma de neutrinos, y dado que los neutrinos tienen una interacción muy débil, estos 10 MeV de energía no serán depositados en el núcleo del reactor. Esto resulta en 13 MeV (6,5% de la energía total de la fisión) siendo depositados en el núcleo del reactor después de que cualquier reacción de fisión haya ocurrido.
Cuando un reactor nuclear ha sido apagado y ninguna fisión nuclear está ocurriendo a gran escala, la principal fuente de producción de calor  será debido al decaimiento beta de los fragmentos de la fisión. Por esta razón, en el momento del apagado del reactor, el calor por decaimiento será aproximadamente el 6,5% de la potencia previa del reactor si este ha tenido una historia de potencia larga y estable. Aproximadamente 1 hora después del apagado, el calor por decaimiento será de aproximadamente 1,5% de la potencia previa del núcleo. Después de un día, el calor por decaimiento cae a un 0,4% y después de una semana será sólo del 0,2%. La tasa de producción de calor por decaimiento bajará lentamente en el tiempo; la curva de decaimiento depende de las proporciones de los varios productos de la fisión en el núcleo y de sus respectivas vidas medias. Una aproximación a la curva de calor por decaimiento válida desde los 10 segundos a 100 días después del apagado es la siguiente:
{\displaystyle {\frac {P}{P_{0}}}=0.066\left(\left(\tau -\tau _{s}\right)^{-0.2}-\tau ^{-0.2}\right)}
donde {\displaystyle P} es la potencia de decaimiento, {\displaystyle P_{0}} es la potencia del reactor antes del apagado, {\displaystyle \tau } es el tiempo desde que el reactor partió y {\displaystyle \tau _{s}} es el tiempo de apagado del reactor medido desde el tiempo de partida (en segundos). Para una aproximación con un base física más directa, algunos modelos usan el concepto fundamental de decaimiento radiactivo. El combustible nuclear usado contiene una gran cantidad de diferentes isótopos que contribuyen al calor por decaimiento, que se encuentran sometidos a la ley de decaimiento radiactivo, así que algunos modelos consideran el calor por decaimiento como la suma de las funciones exponenciales con diferentes constantes de decaimiento y contribución inicial a la tase de calentamiento. Un modelo más exacto consideraría los efectos de los precursores, dado que muchos isótopos siguen varios pasos en su Cadena de desintegración radiactiva, y el decaimiento de los productos derivados tendrá un mayor efecto mientras más tiempo pase desde el apagado.
{\displaystyle {\frac {P}{P_{0}}}=\sum _{i=1}^{11}P_{i}e^{-\lambda t}.}
La remoción del calor por decaimiento es una significativa preocupación de seguridad, especialmente poco después de un apagado normal o a continuación de una pérdida accidental de refrigerante. Fallar en remover el calor por decaimiento puede causar que la temperatura del núcleo se eleve a niveles peligrosos y esto ha causado accidentes nucleares, incluyendo los accidentes nucleares de Three Mile Island y Fukushima I. La remoción del calor usualmente es lograda a través de varios sistemas redundantes, de los cuales el calor es removido usando intercambiadores de calor. Agua es pasada a través del lado secundario del intercambiador de calor vía el sistema esencial de servicio de agua que lleva el calor al 'último disipador de calor', a menudo el mar, río o un gran lago. En lugares sin un cuerpo de agua adecuado, el calor es disipado en el aire recirculando el agua vía una torre de refrigeración. La falla de las bombas circulantes del sistema esencial de servicio de agua fue uno de los factores que pusieron en peligro la seguridad durante la inundación de la central nuclear de Blayais en 1999.

## Combustible gastado
Después de un año, el típico combustible nuclear gastado genera aproximadamente 10 kW de calor por decaimiento por tonelada, disminuyendo a aproximadamente 1 kW/t después de 10 años. De ahí que se requiera de una efectiva refrigeración activa o pasiva para el combustible nuclear gastado durante algún tiempo.

## Generador termoeléctrico de radioisótopos
El calor por decaimiento de un radioisótopo es usado en un generador termoeléctrico de radioisótopos (en inglés: Radioisotope Thermoelectric Generator, RTG) para producir energía eléctrica.